# اتفاقية ساعات العمل (التجارة والمكاتب)،1930
اتفاقية ساعات العمل ( التجارة والمكاتب)، عام 1930 هي اتفاقية منظمة العمل الدولية ( بالإنجليزية: ILO International Labour Organization Convention ).
| تاريخ الاعتماد    | 28 حزيران 1930                         |
| تاريخ حيز التنفيذ | 29 آب 1933                             |
| تصنيف             | ساعات العمل                            |
| الموضوع           | وقت العمل                              |
| السابق            | اتفاقية العمل الجبري 1930              |
| اللاحق            | اتفاقية ساعات العمل (مناجم الفحم) 1931 |

تأسست في عام 1930 :
قررت إعتماد اقتراحات معينة فيما تتعلق بتنظيم ساعات العمل في مناجم الفحم، ...

## التنقيح
تم تنقيح مبادئ الاتفاقية لاحقاً بموجب اتفاقية منظمة العمل الدولية C46.

## الانسحاب
لم تدخل الاتفاقية حيز التنفيذ إطلاقاً، وانسحبت في تاريخ 30 أيار 2000 خلال مؤتمر العام لمنظمة العمل الدولية.

## روابط خارجية
- نص
- التصديقات